# Ramel Curry
Ramel Antwone Curry (ur. 17 kwietnia 1980 w Nowym Jorku) – amerykański koszykarz, występujący na pozycjach rozgrywającego oraz rzucającego obrońcy, aktualnie zawodnik Sagesse - Al Hekmeh Bejrut.
3 października 2018 został zawodnikiem Sagesse - Al Hekmeh Bejrut.

## Osiągnięcia
Stan na 4 października 2018, na podstawie, o ile nie zaznaczono inaczej.
College
- Zawodnik Roku California Collegiate Athletic Association (2002)
- Zaliczony do:
  - I składu:
    - NCAA Division II All-District (2002 przez NABC)
    - Daktronics West Region (2002)

  - III składu NCAA Division II All-American (2002)

Drużynowe
- Mistrz:
  - Grecji (2013, 2014)
  - Ukrainy (2010, 2012)
- Wicemistrz:
  - NBDL (2005)
  - Dominikany (2006)
  - Libanu 2016
- Zdobywca:
  - Pucharu:
    - Izraela (2008)
    - Grecji (2014)
- Finalista:
  - Pucharu:
    - ligi izraelskiej (2007)
    - Ukrainy (2011)
- 4. miejsce podczas rozgrywek ligi VTB (2011)
- Uczestnik rozgrywek:
  - TOP 8 Euroligi (2014)
  - TOP 16 VTB (2013)
  - EuroChallenge (2011)

Indywidualne
- MVP:
  - ligi ukraińskiej (2011, 2012)
  - ligi VTB (2011)
  - Pucharu Grecji (2014)
  - 6. i 8. kolejki VTB (2010/11)[5]
- Zaliczony do:
  - I składu ligi ukraińskiej (2012)
  - II składu Eurocup (2012)
  - All-D-League Honorable Mention Team (2006)
- Lider strzelców:
  - Eurocup (2012)
  - finału Pucharu Grecji (2014)
- Uczestnik meczu gwiazd ligi ukraińskiej (2011, 2012)